# Rönnskär, Söderhamns kommun

Rönnskär är en ö i Söderhamns skärgård med gammalt lots-, tull- och fiskarsamhälle. Ön har en naturlig och mycket väl skyddad hamn.
Mellan 1891 och 1972 låg Lilljungfruns lotsplats på Rönnskär. Att namnet blev "Lilljungfruns lotsplats" berodde på att det i Sverige redan då fanns en lotsplats med namnet "Rönnskär" i Byske, Västerbotten. Namnet "Lilljungfruns lotsplats" är i stället taget från den ö som ligger i anslutning till början av inseglingsrännan till Söderhamnsfjärden och Söderhamns hamnanläggningar. Lotsverksamheten är sedan slutet av 1970-talet flyttad till Ljusne. Det gamla lotshuset, kajer m.m. finns kvar och i dessa driver Söderhamns kommun sedan några år tillbaka ett vandrarhem.
Samtliga övriga hus används idag för fritidsboende, ca 43 hus byggda i till större delen i slutet av 1890-talet och únder första hälften av 1900-talet. Några hus är även byggda eller ombyggda under senare tid. Ett flertal fastigheter har varit nära att bli K-märkta, då ön och dess bebyggelse av varit under utredning för att K-märkas då öns miljö anses vara unik och värd att bevara.